# Nadezhda Lamanova
Nadezhda Lamanova, död 1941, var en rysk modeskapare. Hon var hovskräddare åt tsaritsan före ryska revolutionen. Hon tillhörde de få modeskapare som stannade kvar i Ryssland efter revolutionen och blev en av Sovjetunionens ledande prisbelönta designers. 